# Rassílnaia
Rassílnaia (en rus: Рассыльная) és un poble de l'óblast d'Oriol, a Rússia, segons el cens del 2010 tenia 368 habitants. Pertany al districte municipal de Kromi.